# Eisschnelllauf-Mehrkampfeuropameisterschaft 2015
Die 111. Eisschnelllauf-Mehrkampfeuropameisterschaft (40. der Frauen) wurde vom 10. bis 11. Januar 2015 im russischen Tscheljabinsk in der Eissporthalle Uralskaja Molnija ausgetragen.
Die stärkste Eisschnelllaufnation, die Niederlande, erwog, wegen politischer Spannungen die Europameisterschaft zu boykottieren. Der russische Eisschnelllaufverband RSU wiederum forderte vom Weltverband ISU den Ausschluss der niederländischen Mannschaft.

## Teilnehmende Nationen
Es nahmen insgesamt 39 Athleten teil, darunter 18 Frauen und 21 Männer aus 16 Nationen.
| Teilnehmende Nationen                                      | Teilnehmende Nationen                                | Teilnehmende Nationen           |
| ---------------------------------------------------------- | ---------------------------------------------------- | ------------------------------- |
| Österreich Belgien Belarus Tschechien Dänemark Deutschland | Estland Ungarn Italien Lettland Niederlande Norwegen | Polen Russland Schweden Schweiz |

## Wettbewerbe
Bei der Mehrkampfeuropameisterschaft geht es über jeweils vier Distanzen. Die Frauen laufen 500, 3000, 1500 und 5000 Meter und die Männer 500, 5000, 1500 und 10.000 Meter. Jede gelaufene Einzelstreckenzeit wird in Sekunden auf 500 Meter heruntergerechnet und addiert. Die Summe ergibt die Gesamtpunktzahl. Die acht besten Frauen und Männer nach drei Strecken werden für die letzte Distanz zugelassen. Meister wird, wer nach vier Strecken die niedrigste Gesamtpunktzahl erlaufen hat.

### Frauen

#### Endstand Kleiner Vierkampf
- Zeigt die acht Finalteilnehmerinnen über 5000 Meter
  - Die Zahl in Klammern gibt die Platzierung je Einzelstrecke an, fett gedruckt die jeweils Schnellste.

| Rang | Name              | 500 Meter | Pkt.   | 3000 Meter  | Pkt.   | 1500 Meter  | Pkt.   | 5000 Meter  | Pkt.   | Gesamt- punkte |
| ---- | ----------------- | --------- | ------ | ----------- | ------ | ----------- | ------ | ----------- | ------ | -------------- |
| 1    | Ireen Wüst        | 39,24 (1) | 39,240 | 4:07,49 (2) | 41,248 | 1:56,05 (1) | 38,683 | 7:05,63 (2) | 42,563 | 161,734        |
| 2    | Martina Sáblíková | 40,06 (6) | 40,060 | 4:05,23 (1) | 40,871 | 1:58,24 (3) | 39,413 | 7:00,70 (1) | 42,070 | 162,414        |
| 3    | Linda de Vries    | 40,05 (5) | 40,050 | 4:07,50 (3) | 41,250 | 1:58,33 (4) | 39,433 | 7:09,52 (4) | 42,952 | 163,695        |
| 4    | Olga Graf         | 40,60 (8) | 40,600 | 4:08,93 (4) | 41,488 | 1:58,60 (5) | 39,533 | 7:09,10 (3) | 42,910 | 164,531        |
| 5    | Jorien Voorhuis   | 40,11 (7) | 40,110 | 4:10,94 (5) | 41,823 | 1:59,01 (6) | 39,670 | 7:14,00 (5) | 43,400 | 165,003        |
| 6    | Ida Njåtun        | 39,66 (2) | 39,660 | 4:11,33 (6) | 41,888 | 1:58,09 (2) | 39,363 | 7:21,82 (7) | 44,182 | 165,093        |
| 7    | Natalja Woronina  | 40,64 (9) | 40,640 | 4:13,60 (8) | 42,266 | 2:01,69 (8) | 40,563 | 7:20,66 (6) | 44,066 | 167,535        |
| 8    | Julija Skokowa    | 39,72 (3) | 39,720 | 4:13,02 (7) | 42,170 | 1:59,27 (7) | 39,756 | 7:58,60 (8) | 47,860 | 169,506        |

### Männer

#### Endstand Großer Vierkampf
- Zeigt die acht Finalteilnehmer über 10.000 Meter.
  - Die Zahl in Klammern gibt die Platzierung je Einzelstrecke an, fett gedruckt der jeweils Schnellste.

| Rang | Name                  | 500 Meter  | Pkt.   | 5000 Meter  | Pkt.   | 1500 Meter  | Pkt.   | 10.000 Meter | Pkt.   | Gesamt- punkte |
| ---- | --------------------- | ---------- | ------ | ----------- | ------ | ----------- | ------ | ------------ | ------ | -------------- |
| 1    | Sven Kramer           | 37,03 (10) | 37,030 | 6:17,32 (1) | 37,732 | 1:47,41 (5) | 35,803 | 13:07,27 (1) | 39,363 | 149,928        |
| 2    | Koen Verweij          | 36,20 (1)  | 36,200 | 6:23,86 (4) | 38,386 | 1:46,28 (2) | 35,426 | 13:21,90 (5) | 40,095 | 150,107        |
| 3    | Denis Juskow          | 36,49 (4)  | 36,490 | 6:27,43 (6) | 38,743 | 1:46,22 (1) | 35,406 | 13:21,15 (4) | 40,057 | 150,696        |
| 4    | Sverre Lunde Pedersen | 36,88 (9)  | 36,880 | 6:22,98 (3) | 38,298 | 1:47,32 (4) | 35,773 | 13:16,27 (2) | 39,813 | 150,764        |
| 5    | Bart Swings           | 37,06 (11) | 37,060 | 6:26,42 (5) | 38,642 | 1:47,08 (3) | 35,693 | 13:21,06 (3) | 40,053 | 151,448        |
| 6    | Wouter Olde Heuvel    | 36,85 (8)  | 36,850 | 6:22,32 (2) | 38,232 | 1:49,30 (9) | 36,433 | 13:24,95 (6) | 40,247 | 151,762        |
| 7    | Haralds Silovs        | 36,79 (7)  | 36,790 | 6:31,68 (7) | 39,168 | 1:47,54 (6) | 35,846 | 14:02,15 (8) | 42,107 | 153,911        |
| 8    | Danil Sinitsyn        | 37,33 (14) | 37,330 | 6:32,61 (8) | 39,261 | 1:48,81 (8) | 36,270 | 13:50,40 (7) | 41,520 | 154,381        |